# Yukiko Shimazaki
Pour les articles homonymes, voir Shimazaki.
Yukiko Shimazaki (島崎 雪子, Shimazaki Yukiko) est une actrice japonaise, née le 25 février 1931, à Tokyo et morte en 2014.
Elle est notamment connue pour le rôle de la femme de Rikichi dans Les Sept Samouraïs.

## Biographie

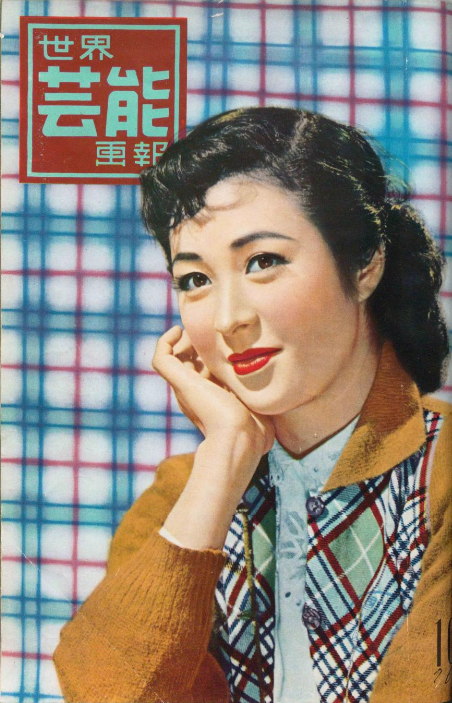
Yukiko Shimazaki en couverture du magazine Sekai geinō gahō en 1953.

Yukiko Shimazaki est apparue dans plus de 60 films entre 1950 et 1964.

### Vie privée
Elle s'est mariée avec le réalisateur Tatsumi Kumashiro (1927-1995).

## Filmographie

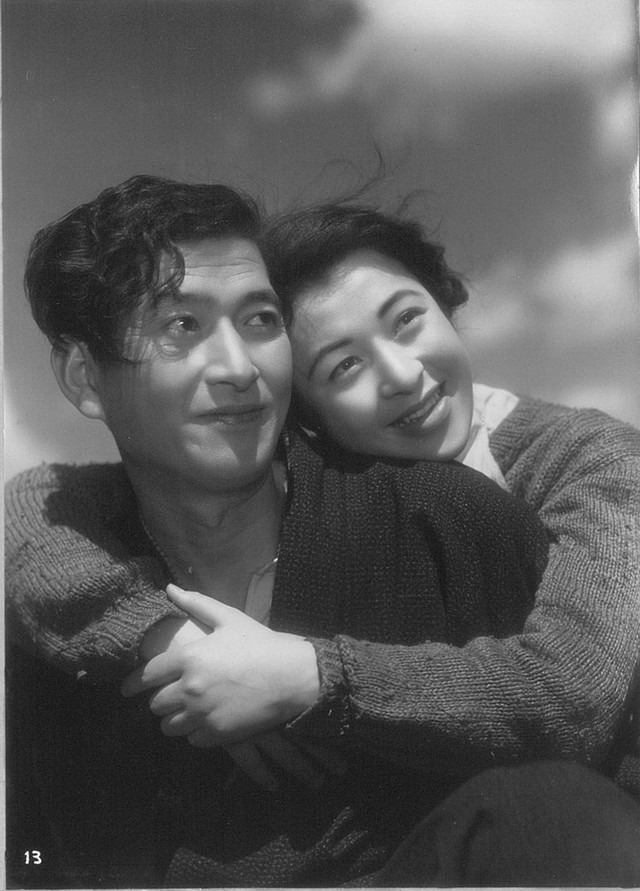
Shūji Sano et Yukiko Shimazaki dans Dans le bas-quartier de Yokocho (1953).

Sauf indication contraire, la filmographie de  Yukiko Shimazaki est établie à partir de la base de données JMDb.
- 1950 : Yoru no hibotan (夜の緋牡丹?) de Yasuki Chiba
- 1951 : Wakai musumetachi (若い娘たち?) de Yasuki Chiba
- 1951 : Reishunka (麗春花?) de Kōji Shima
- 1951 : Aoi shinju (青い真珠?) d'Ishirō Honda
- 1951 : Shi no dangai (死の断崖?) de Senkichi Taniguchi
- 1951 : Le Repas (めし, Meshi?) de Mikio Naruse : Satoko, la nièce
- 1952 : Keian hichō (慶安秘帖?) de Yasuki Chiba
- 1952 : Monsieur Lucky (ラッキーさん, Rakki-san?) de Kon Ichikawa
- 1952 : Kin no tamago (金の卵?) de Yasuki Chiba
- 1952 : Les Jeunes gens (若い人, Wakai hito?) de Kon Ichikawa
- 1952 : Kekkon annai (結婚案内?) de Toshio Sugie
- 1952 : Gekiryū (激流?) de Senkichi Taniguchi
- 1952 : Jinsei gekijō: dai ichi bu (人生劇場 第一部 青春愛欲篇?) de Shin Saburi
- 1953 : Kashi no Ishimatsu (魚河岸の石松?) d'Eiichi Koishi (ja)
- 1953 : Totsugu koyoi ni (嫁ぐ今宵に?) de Tatsuo Saitō
- 1953 : Jinsei gekijō: dai ni bu (人生劇場 第二部 残侠風雲篇?) de Shin Saburi
- 1953 : Nana bangai shūgeki (七番街襲撃?) de Masamitsu Igayama (ja)
- 1953 : Ai no sakyū (愛の砂丘?) de Nobuo Aoyagi
- 1953 : Dans le bas-quartier de Yokocho (もぐら横丁, Mogura Yokochō?) de Hiroshi Shimizu : Yoshie Ogata
- 1953 : Surōnin bugyō (素浪人奉行?) de Yasushi Sasaki
- 1953 : Ashita wa docchi da (明日はどっちだ?) de Keiji Hasebe (ja)
- 1953 : Bara to kenjū (薔薇と拳銃?) de Toshio Shimura (ja)
- 1954 : Kono taiyō (この太陽?) d'Isamu Kosugi
- 1954 : Jusqu'au bout du jour (日の果て, Hi no hate?) de Satsuo Yamamoto
- 1954 : Nuregami Gonpachi (濡れ髪権八?) de Tatsuo Ōsone
- 1954 : Hana to ryū - daiichibu: Dōkai wan no ranto (花と竜 第一部 洞海湾の乱斗?) de Kiyoshi Saeki
- 1954 : Hana to ryū - dainibu: Aizō ruten (花と竜 第二部 愛憎流転?) de Kiyoshi Saeki
- 1954 : Les Sept Samouraïs (七人の侍, Shichinin no samurai?) d'Akira Kurosawa : la femme de Rikichi
- 1954 : Kinsei mei shōbu monogatari: Ōgon-gai no hasha (近世名勝負物語 黄金街の覇者?) de Masahisa Sunohara (en)
- 1954 : Kakute yume ari (かくて夢あり?) de Yasuki Chiba
- 1954 : Hotaru gusa (螢草?) de Keisuke Sasaki
- 1954 : Le Gouverneur en furie (鉄火奉行, Tekka bugyō?) de Teinosuke Kinugasa
- 1954 : Hatsusugata Ushimatsu gōshi (初姿丑松格子?) d'Eisuke Takizawa
- 1954 : Jigoku no hanataba (地獄の花束?) de Tadashi Ashihara
- 1955 : Hasshū yūkyōden: Shirasagi shamisen (八州遊侠伝 白鷺三味線?) de Tsuruo Iwama (ja)
- 1955 : Kieta chūtai (消えた中隊?) d'Akira Mimura (ja)
- 1955 : Kōtaishi no hanayome (皇太子の花嫁?) de Kiyoshi Komori
- 1955 : Nonki saiban (のんき裁判?) de Kunio Watanabe
- 1955 : Hasshū yūkyōden: Genta abare gasa (八州遊侠伝 源太あばれ笠?) de Tsuruo Iwama (ja)
- 1955 : L'École Shiinomi (しいのみ学園, Shiinomi gakuden?) de Hiroshi Shimizu : Tanaka-sensei
- 1955 : Hana shinju (花真珠?) de Yutaka Abe
- 1955 : Araki Mataemon (荒木又右衛門?) de Manao Horiuchi
- 1955 : Akagi no chimatsuri (赤城の血祭?) de Masahiro Makino
- 1955 : Ore wa Tōkichirō (俺は藤吉郎?) de Kazuo Mori
- 1956 : Ōatari otoko ichidai (大当り男一代?) de Tatsuo Ōsone
- 1956 : Daigaku no buyūden (大学の武勇伝?) de Kōzō Saeki
- 1956 : Onmitsu shichishoki (隠密七生記?) de Kunio Watanabe
- 1956 : Zoku onmitsu shichishoki (続隠密七生記?) de Kunio Watanabe
- 1956 : Michi (道?) de Sugio Fujiwara
- 1956 : Aoi yogiri no minatomachi (青い夜霧の港町?) de Tatsuo Sakai (ja)
- 1956 : Kimi wa hana no gotoku (君は花の如く?) de Manao Horiuchi
- 1956 : Sutajio chō tokkyū (スタジオ超特急?) de Hajime Ozaki
- 1956 : Joyū tanjō (女優誕生?) de Hajime Ozaki
- 1957 : No bushi to onna (野武士と女?) de Tatsuo Sakai (ja)
- 1960 : Ganbare! Bangaku (がんばれ！盤獄?) de Shūe Matsubayashi
- 1960 : Minagoroshi no uta yori: Kenjū yo saraba (みな殺しの歌より 拳銃よさらば?) d'Eizō Sugawa : Mamiko Kinugawa
- 1961 : Ankokugai no dankon (暗黒街の弾痕?) de Kihachi Okamoto : une chanteuse
- 1961 : Kaoyaku akatsukini shisu (顔役暁に死す?) de Kihachi Okamoto
- 1961 : Kōgen-ji (高原児?) de Buichi Saitō
- 1961 : Kuroi kizuato no burūsu (黒い傷あとのブルース?) de Yoshiki Onoda (ja)
- 1964 : Les Nuits faciles (砂の上の植物群, Suna no ue no shokubutsu-gun?) de Kō Nakahira : la femme d'Ichiro Igi